# 叉齿薹草
叉齿薹草（学名：Carex gotoi）是莎草科薹草属的植物。分布于俄罗斯东西伯利亚和远东地区、蒙古、朝鲜以及中国大陆的内蒙古、河北、辽宁、甘肃、黑龙江、吉林、陕西等地，生长于海拔1,000米至1,300米的地区，一般生长在河边湿地及草甸，目前尚未由人工引种栽培。